# Dorfkirche Hohndorf (Greiz)

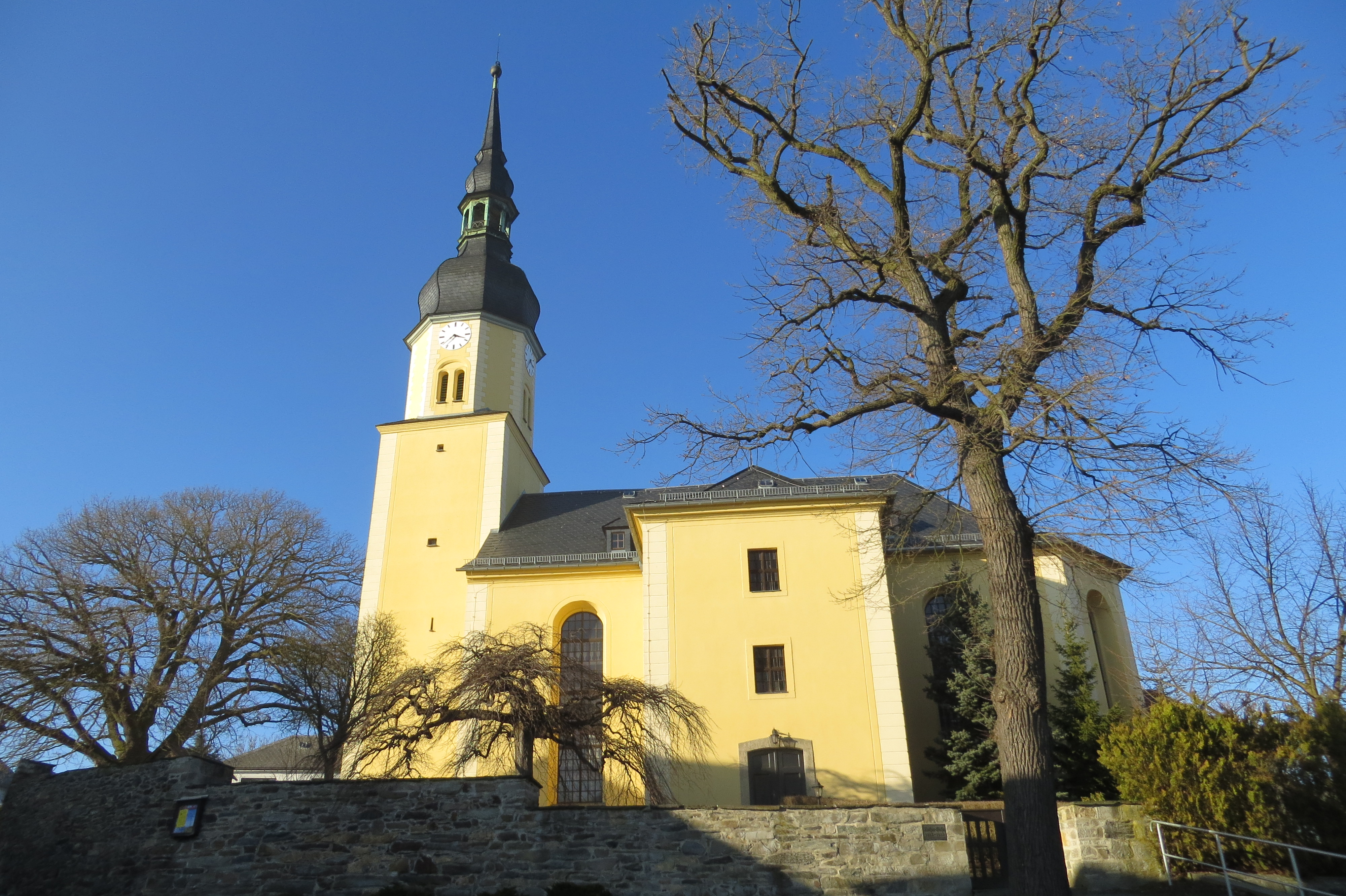
Kirche in Hohndorf bei Greiz

Die evangelische Dorfkirche Hohndorf steht im Ortsteil Hohndorf der Stadt Greiz im Landkreis Greiz in Thüringen.

## Geschichte
Nach dem 1781 erfolgten Abriss der Vorgängerkirche bis auf den Kirchturm wurde die neue Kirche von 1782 bis 1785 errichtet. Im Turm steht noch ein Stumpf aus dem 15. Jahrhundert. Der aufgestockte neue Turm ist mit einer Höhe von 48 Meter inklusive der Kuppelgestaltung der größte Kirchturm der Region.

## Ausstattung
Das große Kirchenschiff mit zwei Emporen dient neben dem Ort auch sieben Nachbarorten als Gotteshaus. Der mächtige spätbarocke Kanzelaltar mit frühklassizistischen Einschlag prägt den Raum.
Die Orgel mit zwei Manualen und 25 Registern, ein Werk des Orgelbaumeisters Johann Gottlob Trampeli aus Adorf, wurde 1788 eingebaut.
Ab 1990 wurden bei umfangreichen Sanierungsmaßnahmen das Dach, die Fassade und der Innenraum instand gesetzt.